# Брестовиця-при-Повірю
Брестовиця-при-Повірю (словен. Brestovica pri Povirju) — поселення в общині Сежана, Регіон Обално-крашка, Словенія. Висота над рівнем моря: 422,2 м.